# Charles Haid
Pour les articles homonymes, voir Haid.
Charles Haid est un acteur et réalisateur américain né le 2 juin 1943 à San Francisco. Il a été marié à l'actrice Penelope Windust.

## Filmographie partielle

### Cinéma
- 1988 : Cop de James B. Harris : Delbert 'Whitey' Haines
- 1988 : Opération Phénix de Ferdinand Fairfax
- 1990 : Cabal de Clive Barker : Capitaine Eigman
- 1992 : Storyville de Mark Frost : Abe

### Télévision
- 1988 : La Grande Évasion 2 (The Great Escape II: The Untold Story) de Paul Wendkos et Jud Taylor
- 1989 : Le Voyageur (The Hitchhiker)
- 2005 : New York 911 (Third Watch) : Capitaine Cathal « CT » Finney
- 2006 : Esprits criminels (Criminal minds) (Saison 1, épisode 22)

### comme réalisateur
- 1994 : L'Enfer blanc (Iron Will)
- 1996 : Les Cavaliers de la mort (en) (Riders of the Purple Sage)
- 2000-2005 : New York 911 (#3 épisodes)
- 2006-2008 : Nip/Tuck (#8 épisodes)
- 2005-2009 : Esprits criminels (Criminal minds) (Saison 1, épisodes 1 et 11) ; (Saison 4, épisodes 5 et 25) ; (Saison 5, épisode 10) ; (Saison 7, épisode 9)